# Swami Prajnanpad
Swami Prajnanpad (ou Prajnânpad / Prajñānpad), de son vrai nom Yogeshvar Chattopadhyaya, né le 8 février 1891 à Chinsurah, dans le Bengale-Occidental et mort le 5 septembre 1974 à l'ashram de Channa (en) (Bengale), est un guru indien du vedanta non-dualiste connu en France pour avoir été le maître spirituel de Daniel Roumanoff et d'Arnaud Desjardins. Son enseignement est connu sous le nom d'Adhyatma yoga.
| Image externe |                              |
|               | Portrait de Swami Prajnanpad |

## Biographie

### Formation
Il naît sous le nom de Yogeshwar Chattopadhyaya le 8 février 1891 à Chinsurah, une ville située à une cinquantaine de kilomètres au nord de Calcutta, dans une famille brahmane pauvre. Il reçoit une éducation traditionnelle, dans une ambiance marquée de dévotion. Il est encore enfant lorsque ses parents décèdent, après quoi c'est un de ses frères plus âgé, enseignant de sanskrit, qui s'occupera de lui. En 1912, à 21 ans, il s'engage dans de brillantes études en physique à l'Université de Calcutta et il reçoit son diplôme en 1918. Il est alors très actif dans le mouvement pour indépendance de l'Inde. Bientôt, son frère l'encourage à épouser une jeune fille de douze ans. Il travaille alors comme enseignant dans différents collèges (niveau tertiaire), tout en menant une vie simple, voire austère, car il a fait vœu de pauvreté.

### La voie spirituelle
En 1921, il rencontre son maître, Niralamba Swami (en), et en 1925 il devient samnyâsin, revêt le vêtement ocre des renonçants, alors même que sa femme est enceinte. En septembre 1930, à la mort de Niralamba, il prend sa succession à la tête de l’ashram de Channa où il s'installe, et il prend le nom de Swami Prajnanpad « siège de la connaissance parfaite ».

#### Entre psychanalyse et spiritualité
En 1925, Prajnanpad découvre les écrits de Freud à la bibliothèque de l’université de Bénarès où il enseigne, et il sera un des introducteurs de la psychanalyse en Inde. Toutefois, à partir de 1938, il cesse de faire référence à la psychanalyse, et remplace ce mot par l'expression « destruction du mental », en quoi il voit la première étape vers la libération. Il développe ainsi sa propre technique, à la fois thérapeutique et spirituelle, appelée lying (« être étendu »), qui se base sur l'association libre et sur l'expression des émotions. Christophe Massin résume ainsi la démarche : « La personne, partant de ses attirances et répulsions, cherche à vivre une expérience de non-dualité (advaita), de totale acceptation, avec ses émotions.  » Nombre de disciples comptèrent parmi ses patients, et l'image qu'ils laissent de Swami Prajnanpad tient autant du psychothérapeute que du maître spirituel, et cette synthèse est « peut-être ce qui le caractérise le mieux[, car] la sagesse n'est que l'extrême de la santé psychique; la santé n'est qu'une sagesse minimale. »

#### L'Adhyatma yoga
Durant près de 30 ans, Swami Prajnanpad pratique avec ses disciples l'Adhyatma yoga, c'est-à-dire le yoga dirigé vers le Soi.
Maître de sagesse et de lucidité, son approche rigoureuse est une plongée au coeur de l'inconscient qui fait voir les difficultés faisant obstacle au silence du mental. Pas de Dieu, pas de rite, pas de paradis. André Comte-Sponville disait à propos de lui : « Ce maître se contente de voir, d'être un avec ce qu'il appelle indifféremment la vérité ou la réalité, laquelle est neutre, ni bonne ni mauvaise, ni agréable ni pénible, et promise seulement au changement ou à la mort. [...] Ce maître – car c’en est un, et considérable, et l’un des plus grands de ce temps – n’est pas un optimiste, ni un rêveur, ni un croyant. Un philosophe ?... Point, mais beaucoup mieux : un sage. La denrée est plus rare et – y compris pour les philosophes ! – plus utile ».

### Fin de vie
Swami Prajnanpad se rend deux fois en France : en 1966, à Bourg-la-Reine, où il séjourne chez Arnaud et Denise Desjardins, et en 1973, en Normandie, chez Daniel et Colette Roumanoff.
Il meurt l'année suivante, en 1974, à l'âge de 83 ans.

## Enseignement
Il enseigne le vedânta non-dualiste, faisant fréquemment référence au Yogavāsiṣṭha, mais il n'a jamais écrit d'ouvrage. Il a développé « une méthode de travail sur les émotions et les désirs d'inspiration psychanalytique, propre à permettre aux traumatismes affectifs anciens de remonter à la conscience afin d'être dépassés ». Il désigne son enseignement spirituel sous le nom d'Adhyatma yoga.

## Citations
- « Dans la vie du monde, on saisit toujours un objet particulier. Mais qu’arrive-t-il quand on sent et qu’on réalise qu’il n’y a rien à saisir ? Il y a une disparition complète de la conscience du monde et quand ce sentiment  se cristallise, on sent : « Tout est à moi, tout m’appartient ». L’éveil n’est rien d’autre que cela. »[10].
- « Pas d'Absolu en dehors du relatif... Voir le relatif comme relatif, c'est être dans l'Absolu. »[11]
- « Allez au-delà des formes, mais en passant par les formes. »[12]
- « Les gens pensent qu'ils savent. Pourquoi ne savent-ils pas qu'ils ne font que penser ? »[13]

### «Œuvres»[Note 1]de Swâmi Prajnânpad
- ABC d'une sagesse. Paroles choisies de Svâmi Prajnânpad  (Paroles choisies par Daniel Roumanoff; Présentation de Véronique Desjardins), Paris, Albin Michel, coll. « Spiritualités vivantes », 2009 (1re éd. 1998, La Table Ronde), 154 p. (ISBN 978-2-226-19103-8)
- Vers la réalisation de soi. Citations commentées des Upanishad et histoires  (Mise en forme par Daniel Roumanoff), Paris, Accarias-L'Originel, 2009, 286 p. (ISBN 978-2-86316-169-2)
- La connaissance de soi. Citations commentées des Upanishad et histoires  (Mise en forme par Daniel Roumanoff), Paris, Accarias-L'Originel, 285 p. (ISBN 978-2-86316-157-9)
- La grandeur de l'homme. Citations commentées des Upanishad et histoires  (préf. de Roger-Pol Droit, mises en forme par Daniel et Colette Roumanoff), Saint-Geours-de-Marenne, Accarias-L'Originel, 2020, 224 p. (ISBN 978-2-86316-331-3)
- Swami Prajnanpad pris au mot : Les aphorismes  (Recueillis et traduits par Frédérick Leboyer), Accarias-L'Originel, 2006, 91 p. (ISBN 978-2-86316-129-6)
- Lettres à ses disciples, Tome 1 : L'art de voir  (trad. de Colette et de Daniel Roumanoff, préf. de Frédérick Leboyer), Accarias-L'Originel, 2001 (1re éd. 1988), 191 p. (ISBN 978-2-86316-027-5)
- Lettres à ses disciples, Tome 2 : Les yeux ouverts  (trad. de Colette et Daniel Roumanoff, préf. d'André Comte-Sponville), Accarias-L'Originel, 2019 (1re éd. 1989), 175 p. (ISBN 978-2-86316-150-0)
- Lettres à ses disciples, Tome 3 : La vérité du bonheur  (trad. de Colette et Daniel Roumanoff), Accarias-L'Originel, 2001 (1re éd. 1990), 157 p. (ISBN 978-2-86316-038-1)

### Entretiens avec Swâmi Prajnânpad
- Les formules de Swâmi Prajnânpad commentées par Arnaud Desjardins, Paris, La Table Ronde, 2003, 210 p. (ISBN 978-2-7103-2601-4)
- Ceci, ici, à présent : Seule et unique réalité. Entretien avec Frédérick Leboyer  (trad. par Colette et Daniel Roumanoff), Accarias-L'Originel, 2019 (nouvelle édition), 400 p. (ISBN 978-2-86316-325-2)
- Le but de la vie : Un été plein de sagesse. Entretiens avec Roland été 1966  (trad. et présentation de Daniel Roumanoff), Accarias-L'Originel, 2005, 254 p. (ISBN 978-2-86316-117-3)Entretiens avec Roland de QuatreBarbes
- L'éternel présent : Questions et réponses  (trad. et présentation de Daniel Roumanoff), Accarias-L'Originel, 2002, 352 p. (ISBN 978-2-86316-091-6)Entretiens avec Pierre Wack

- Sumangal Prakash (trad. de l'anglais par Colette et Daniel Roumanoff), L'expérience de l'unité : Dialogues avec Svâmi Prajnânpad, Accarias-L'Originel, 2013 (4e édition), 512 p. (ISBN 978-2-86316-216-3)« S'il fallait ne lire qu'un seul livre sur Prajnânpad, c'est sans doute celui-ci qu'il faudrait retenir. » Comte-Sponville, 2016, p. 12.

- Sumangal Prakash (trad. de l'anglais), Svâmi Prajnânpad, mon maître : Quarante ans d'enseignement, Paris, Accarias-L'Originel, 2012 (réédition), 320 p. (ISBN 978-2-86316-209-5)

- Ramanuja Srinivasan (trad. de l'anglais par Colette Roumanoff, présentation d'Arnaud Desjardins), Entretiens avec Svami Prajnanpad, Accarias-L'Original, 2011 (1re éd. 1986), 160 p. (ISBN 978-2-86316-190-6)

- Frédérick Leboyer (trad. de l'anglais), Svâmi Prajnânpad pris au mot : Les Aphorismes, Paris, Accarias-L'Originel, 2006, 96 p. (ISBN 978-2-86316-129-6)

### Études
- Olivier Cambessédès, Le quotidien avec un maître, Svami Prajnanpad,, Accarias-L'Originel, 1995, 145 p. (ISBN 978-2-86316-054-1)
- [Comte-Sponville 2016] André Comte-Sponville, De l'autre côté du désespoir : Introduction à la pensée de Svâmi Prajnânpad, Accarias-L'Originel, 2016 (1re éd. 1997), 116 p. (ISBN 978-2-86316-065-7)
- Alain Delaye (préf. d'André Comte-Sponville), Quatre maîtres pour notre temps : Etty Hillesum, Vimala Thakar, Swâmi Prajnanpad, Krishnamurti, T. I + II, Accarias-L'Originel, 2011, 352 + 302 (ISBN 978-2-86316-193-7 et 978-2-863-16294-1)
- Frédérick Leboyer, Portrait d'un homme remarquable, Svami Prajnanpad, Paris, Critérion, 2011 (1re éd. 1991), 131 p. (ISBN 978-2-84243-168-6)
- Colette Roumanoff, Les yeux de l'orpheline : Récits d'une exploration de l'inconscient auprès de Svâmi Prajnânpad, Paris, Critérion, 1991, 179 p. (ISBN 978-2-7413-0005-2)Au travers de seize nouvelles, l'auteur raconte le voyage intérieur qu'elle a entrepris sous la direction de swami Prajnanpad.
- Daniel Roumanoff, Svâmi Prajnânpad. Biographie, Paris, La Table Ronde, 1993, 375 p. (ISBN 978-2-7103-0543-9)
- Daniel Roumanoff (préf. d'André Comte-Sponville), Svâmi Prajnânpad, un maître contemporain :, tome 1: Les lois de la vie / tome 2 : Le quotidien illuminé, Paris, Albin Michel, 2009, 480 + 448 (ISBN 978-2-226-19104-5 et 978-2-226-19117-5)Réédition en deux volumes de l'ouvrage original avec le même titre général, paru en trois tomes aux Éd. de La Table Ronde :  1 : Manque et plénitude, 1989 / 2 : Le quotidien illuminé, 1990 / 3 : Une synthèse Orient-Occident, 1991)
  - Christian Faure, Lumières d'exil, Un disciple de Swami Prajnanpad chez Freud, Einstein et Gorki, Paris, L'Originel-Charles Antoni, 2020, 256 pages,  (ISBN 9791091413824) Ces carnets imaginaires rapportent l'histoire vraie d'un jeune révolutionnaire indien disciple de Swami Prajnanpad qui fuit l'Inde en 1930 et illustrent la pratique de son enseignement.

#### Sur le lying et la psychanalyse
- Eric Edelmann, Olivier Humbert et Dr Christophe Massin (introduction d'Arnaud Desjardins), Swâmi Prajnânpad et les lyings, La Table Ronde, 2000, 240 p. (ISBN 978-2-7103-0975-8)
- Christophe Massin (préf. d'Alexandre Jollien), Souffrir ou aimer : Transformer l'émotion, Paris, Odile Jacob, coll. « Odile Jacob poches Psychologie », 2017 (1re éd. 2013), 252 p. (ISBN 978-2-7381-3851-4)
- Daniel Roumanoff, Psychanalyse et sagesse orientale. Une lecture indienne de l'inconscient, Accarias-L'Originel, 2006, 398 p. (ISBN 978-2-86316-132-6), Accarias-L'Originel